# Транмель, Мартин
Мартин Транмель (норв. Martin Tranmæl; 27 июня 1879, Мельхус, губерния Сёр-Трёнделаг, Норвегии — 1 июля 1967, Осло) — деятель норвежского рабочего движения, левый политик. Руководитель Норвежской рабочей партии (1918—1923 и 1921—1949). Редактор.

## Биография

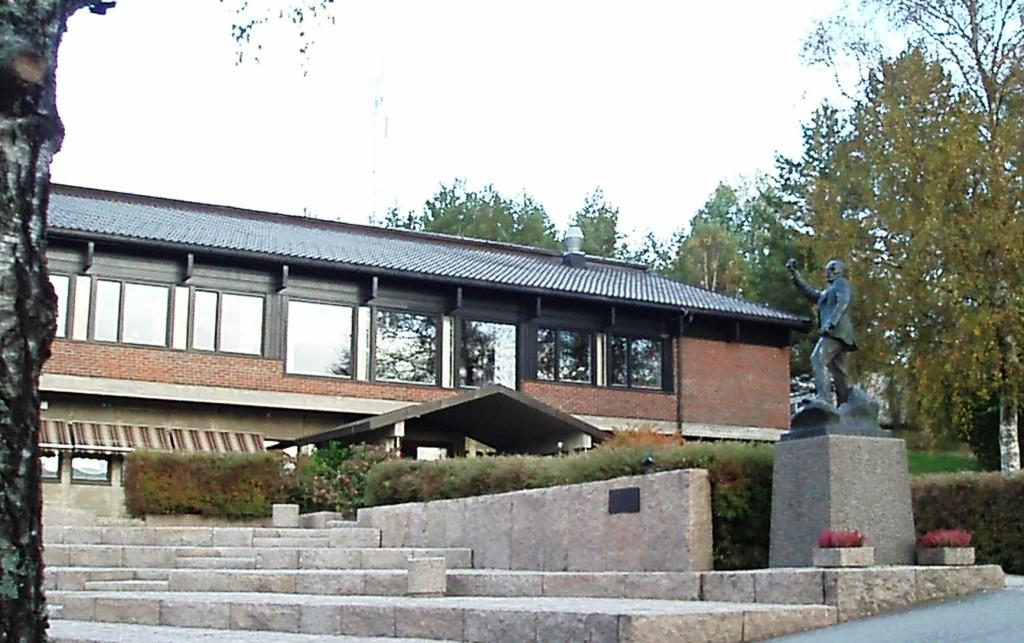
Памятник Мартину Транмелю в Акерсхусе

Родился на небольшой ферме в семье крестьянина. Получил профессию маляра. Работал на стройках. В 1902—1905 годах жил в США, где познакомился с рабочим движением в Америке. Вернувшись на родину, активно участвовал в деятельности Рабочей партии Норвегии (НРП), и вскоре стал одним из главных лидеров левого крыла партии, сотрудничал с рядом социалистических газет.
В 1911 возглавил анархо-синдикалистскую «профсоюзную оппозицию» в норвежском рабочем движении. В 1913—1918 редактировал печатный орган Норвежской рабочей партии (НРП) газету «Ню тид» («Ny Tid»), издававшуюся в Тронхейме.
Под влиянием Октябрьской революции в России в 1917 году стал коммунистом.
Лидер революционного крыла НРП, одержавшего победу на её съезде в 1918 году. В 1918—1921 — секретарь НРП. Участвовал в работе Коминтерна в России. Призывал членов НРП присоединиться к Коммунистической международной организации и принять «21 условие приёма в Коммунистический Интернационал».
В 1923 — один из лидеров центристского большинства НРП, покинувшего Коминтерн после конфликта с его председателем Г. Е. Зиновьевым. После выхода из Коминтерна в 1923 году в НРП произошёл раскол на две фракции и была создана Коммунистическая партия Норвегии. В течение некоторого времени был коммунистом, затем перешёл на более умеренные социалистические позиции и способствовал вступлению Рабочей партии в Социалистический рабочий интернационал после разрыва с Коминтерном.
В 1924 году за организацию и призывы к проведению забастовки был осужден к 5 месяцам лишения свободы.
В 1925—1927 — депутат стортинга Норвегии. В 1935 году после прихода Рабочей партии к власти предоставил Л. Д. Троцкому политическое убежище в Норвегии. Однако в 1936 году во время знаменитых Московских процессов под давлением Сталина правительство НРП посадило Л. Д. Троцкого под домашний арест и запретило ему защищаться от обвинений в пособничестве с фашизмом.
В 1921—1940 и 1945—1949 годах М. Транмель был главным редактором центрального печатного органа НРП — газеты «Арбейдербладет» («Агbeiderbladet»).
В 1921—1946 — член руководства центрального объединения профсоюзов Норвегии.
В 1938—1967 — член норвежского Нобелевского комитета.
Во время Второй мировой войны и нацистской оккупации Норвегии, Транмель жил в изгнании в Стокгольме. После окончания войны вернулся в Норвегию, и продолжая оставаться убеждённым социалистом, ещё сильнее умерил свои политические взгляды и поддержал в 1949 году членство Норвегии в НАТО.

## Избранные труды
- De faglige kampmidler og organisasjonsformer, (1911)
- Hvad fagopposisjonen vil, (1913)
- Hvem vil borgerkrig?, (1915)
- Socialisme og de socialistiske fremgangslinjer, (1918)
- Revolutionær fagbevægelse, (1920)
- Cellebetragtninger, (1922)
- Arbeiderungdom! Et alvorsord fra fengslet, arbeiderungdommen og kommunismen, (1925)